# رادیو ایران
رادیو ایران قدیمی‌ترین، مهم‌ترین و پرشنونده‌ترین شبکهٔ رادیویی کشور ایران است.

## تاریخچه

### پیشینه
در سال ۱۳۰۳ (۱۹۲۴)، در وزارت جنگ مقدمات استفاده از بی‌سیم فراهم شد. در سال ۱۳۰۵ بی‌سیم به ایران وارد شد. از سال ۱۳۱۱ مؤسسات بی‌سیم توسعه پیدا کردند، که در نهایت به ایجاد رادیو منتهی شد. هیئت وزیران، روز ۲ مهر ۱۳۱۳ استفاده از رادیو را تصویب کرد و مقرراتی وضع شد که برای نصب آنتن و استفاده از رادیو اجازهٔ وزارت پست و تلگراف و تلفن لازم بود. در سال ۱۳۱۶ مقدمات ایجاد مرکز رادیو به‌وسیلهٔٔ وزارت پست و تلگراف و تلفن فراهم و به دنبال این اقدام در سال ۱۳۱۷ سازمان پرورش افکار تأسیس شد. این سازمان دارای کمیسیون‌های مطبوعات، کیت کلاسیک، سخنرانی، نمایش‌های رادیویی و موسیقی بود. در ۴ اردیبهشت ۱۳۱۹ اولین فرستندهٔ رادیویی در ایران در محل بی‌سیم در جاده قدیم شمیران (وزارت ارتباطات کنونی) افتتاح شد. از سال ۱۳۱۹ رادیو تهران در ۲۴ ساعت فقط ۸ ساعت برنامه اجرا می‌کرد که شامل اخبار، موسیقی ایرانی، و گفتارهای مذهبی، فرهنگی، جغرافیایی و تاریخی بود. در سال ۱۳۲۲ رادیو تهران بخش دیگری به تعداد بخش‌های قبلی خود افزود و صبح‌ها نیز برنامهٔ آن سه ساعت افزایش یافت. در سال ۱۳۲۴ برای روزهای تعطیل نیز برنامه‌هایی مدون پخش می‌شد.

### توسعه

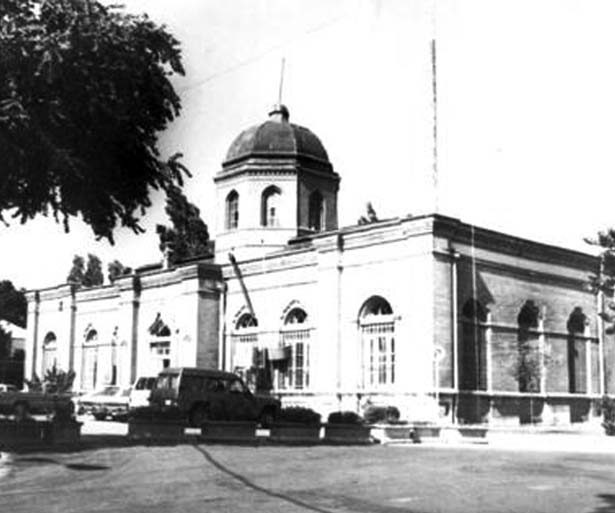
ایستگاه رادیو تهران در دهه ۱۹۴۰

در آغاز پایه‌گذاری، رادیو تهران دارای دو فرستنده یکی برای موج متوسط و دیگری برای موج کوتاه بود، برای پخش برنامه‌های خود از یک استودیو در محل اداره بی‌سیم استفاده می‌کرد. در سال ۱۳۲۷ یک فرستنده در اختیار رادیو قرار گرفت و یک استودیوی کوچک در میدان ارگ برای پخش اخبار ساخته شد. در سال ۱۳۳۶ نام «رادیو تهران» به «رادیو ایران» تبدیل و بعدها در جنب رادیو ایران فرستنده دومی به نام رادیو تهران نیز مشغول به کار گردید که در آغاز امر تنها موسیقی از آن پخش می‌شد.

### اهداف و تشکیلات رادیو
اداره رادیو در بدو تأسیس به اداره کل انتشارات و تبلیغات به مدیریت دکتر عیسی صدیق، استاد دانشگاه واگذار شد. اهداف و وظایف این اداره عبارت بودند از:
- تعیین سیاست و خط مشی رادیو
- توسعه فرهنگ عمومی و آشنا کردن مردم به‌اصول زندگی نوین
- توجه به وحدت ملی، مبانی ملیت و حفظ استقلال
- شرح تحولات کشور
- رعایت کامل سیاست دولت در انتشار اخبار
- تأسیس مدرسه برای تربیت خطیب، قصه‌گو، شاهنامه‌خوان
- نصب رادیو و بلندگوی عمومی در مرکز شهر
- تأسیس مدرسه هنرپیشگی

### اولین کسانی که در رادیو مشغول به کار شدند
این افراد از میان فرهنگیان و هنرمندان شایسته و با ذوق انتخاب و از سایر وزارتخانه‌ها به ادارهٔ کل انتشارات و تبلیغات منتقل شدند.
محمد حجازی، ملقب به مطیع‌الدوله (نویسنده و داستان‌نویس)، عبدالرحمن فرامرزی (نویسنده و مدیر روزنامهٔ کیهان)، احمد نیک طلب (شاعر و پژوهشگر ادبی)، حسینقلی مستعان (داستان‌نویس و مترجم)، ابوالقاسم پاینده (نویسنده)، ابوالقاسم اعتصام‌زاده و مشفق همدانی (مترجم).
برای تعیین خط مشی و سیاست رادیو، شورای عالی انتشارات برپا شد که اعضای آن عبارت بودند از: علامه محمد قزوینی، محمدعلی فروغی (ذُکاءالملک)، دکتر قاسم غنی، دکتر علی‌اکبر سیاسی (رئیس دانشگاه تهران) دکتر صادق رضازاده شفق، دکتر محمود افشار یزدی و استاد علینقی وزیری.
بخش خبر مسئول تهیه و پخش اخبار رادیو، خبرگزاری پارس بود، که روزگاری آژانس پارس نام داشت. در ابتدای کار، آژانس پارس اخبار روزنامه‌ها را قیچی می‌کرد و به دست گویندگان رادیو می‌داد. اما رفته رفته، پس از پنج سال، این آژانس به یک خبرگزاری جدی تبدیل شد که علاوه بر تهیه و پخش اخبار رادیویی، هر روز چهار شماره بولتن صبح و عصر از اخبار ایران و جهان تهیه می‌کرد و به رایگان در اختیار روزنامه‌ها قرار می‌داد. گزارش‌های رادیویی نیز یا از طریق فرستندهٔ سیار به‌طور زنده پخش می‌شد یا جریان رویداد، روی نوار، ضبط و در بخش اخبار از رادیو پخش می‌شد. اخبار خارجی از طریق تله‌تایپ (دستگاه خودکار خبرگیری)، که نقش خبرنگار را بازی می‌کرد، دریافت و سپس توسط مترجمان در مدت کوتاهی ترجمه و برای تنظیم خبر رادیویی تحویل سردبیر اخبار می‌شد. پس از تنظیم رادیویی، توسط مسئولان خبرگزاری کنترل و برای پخش به استودیوی رادیو ایران تحویل می‌شد.

### گویندگان فعلی
عذرا وکیلی، مریم نشیبا، منوچهر آذری، داوود حیدری، فاطمه آل‌عباس، امیرحسین مدرس، فاطمه نیرومند،
علیرضا جاویدنیا، روح‌الله کمانی، مهران امامیه، سعید توکل، بهروز رضوی، آرش احمدی، ناهید امیریان شمس‌آبادی، داوود (تورج) شعبانی نصر، مژگان عظیمی، نسیم رفیعی، حسن همایی، میثم اسکندری، نوید نوروزی، شهاب شهرزاد، سعید بیابانکی، کیوان همتی، پوریامرادی، سیدحامد نجم الهدی، بتول نجفی توانا و..

### پس از انقلاب ۱۳۵۷
پس از انقلاب ۱۳۵۷ ایران این رادیو برای مدت زیادی به شبکه سراسری صدای جمهوری اسلامی ایران تغییر نام داد. اما در سال ۱۳۸۳ این رادیو دوباره به همان نام قدیمی خود خوانده شد. در آبان ۱۳۹۵ پخش این شبکه رادیویی به همراه شبکه‌های رادیویی آوا، قرآن، جوان و معارف به صورت رادیو نما (رادیو تصویری) آغاز شد.

## گروه‌ها
رادیو ایران در حال حاضر از بخش‌های گوناگون زیر تشکیل یافته‌است:
- گروه فرهنگ و تمدن
- گروه جامعه
- گروه رویدادها
- گروه دانش
- گروه تاریخ و دفاع
- گروه ورزش و تفریحات
- گروه فضای مجازی

## واحدها
- سایت رادیو ایران (Radioiran.ir)
- اجرایی و اداری
- طرح و برنامه
- نظارت و ارزشیابی
- مالی
- تولید و پخش

## برنامه‌های شاخص
- به افق آفتاب
- تقویم تاریخ
- سلام صبح بخیر
- فرهنگ مردم
- خانه و خانواده
- کافه هنر
- کوی نشاط
- شب به خیر کوچولو
- طهرانتو
- ایرانشهر
- حوض نقره
- راه شب
- گلبانگ
- صبح جمعه با شما
- پنجشنبه جمعه
- نمودار
- پادکست هدنرس
- قصه ظهر جمعه